# Igrišće
Igrišće es una localidad de Croacia en el municipio de Jakovlje, condado de Zagreb.

## Geografía
Se encuentra a una altitud de 197 m s. n. m. a 34,9 km de la capital nacional, Zagreb.

## Demografía
En el censo 2011, el total de población de la localidad fue de 751 habitantes.
Según estimación 2013 contaba con una población de 745 habitantes.